# Куэрри, Сэм
Сэм О́стин Куэ́рри (англ. Sam Austin Querrey; род. 7 октября 1987 года в Сан-Франциско, США) — американский теннисист; победитель 15 турниров АТР (из них десять в одиночном разряде); полуфиналист Уимблдонского турнира 2017 года в одиночном разряде, финалист командного Кубка мира (2010) в составе национальной сборной США.

## Общая информация
Отец Майк — банкир (бывший бейсболист), мать Крис — домохозяйка, есть младшая сестра Эллен.
Женат на Эбби Диксон с июня 2018 года. У пары есть два сына (Остин и Оуэн).
Начал играть в теннис в четырёхлетнем возрасте, благодаря маме. Любимое покрытие — хард. Увлекается игрой в баскетбол, настольный теннис и гольф.
Куэрри пользуется поддержкой группы болельщиков, известной как Самураи (англ. The Samurai). Это болельщики из родного города Сэма, они посещали многие турниры.

## Спортивная карьера

### Начало карьеры
С 2006 года начал выступать в ATP-туре. Дебют состоялся на турнире в Сан-Хосе. В мае того же года в Юба-Сити выиграл первый турнир из серии «челленджер». Следующий такой турнир он выиграл в июле в Уиннетке. В конце августа Сэм дебютировал на турнире из серии Большого шлема Открытом чемпионате США, где обыграв Филиппа Кольшрайбера вышел во второй раунд 6-3, 6-4, 6-4. Сразу после выступления в США выиграл третий в 2006 году «челленджер» на турнире в Лаббоке.
На старте сезона 2007 года, обыграв Хосе Акасусо и Флорана Серра, дошёл до третьего раунда на Открытом чемпионате Австралии. После этого впервые поднялся в первую сотню в рейтинге. В феврале в Мемфисе впервые вышел в четвертьфинал на турнире ATP. Через неделю повторил это достижение на турнире в Лас-Вегасе. Шагнуть в полуфинал Куэрри удалось в июле на турнире в Индианаполисе. Для этого он впервые одержал победу над игроком из первой десятки рейтинга, Джеймсом Блейком из США, сделав в этом матче рекордные 10 подач навылет подряд. На турнире серии Мастерс в Цинциннати вышел в четвертьфинал. По пути он победил ещё одного игрока из первой десятки, Михаила Южного.
В свой первый полный сезон в ранге профессионала вошёл в число 75 сильнейших теннисистов мира, заняв 63-е место.

### 2008—2009 (первые титулы в туре)

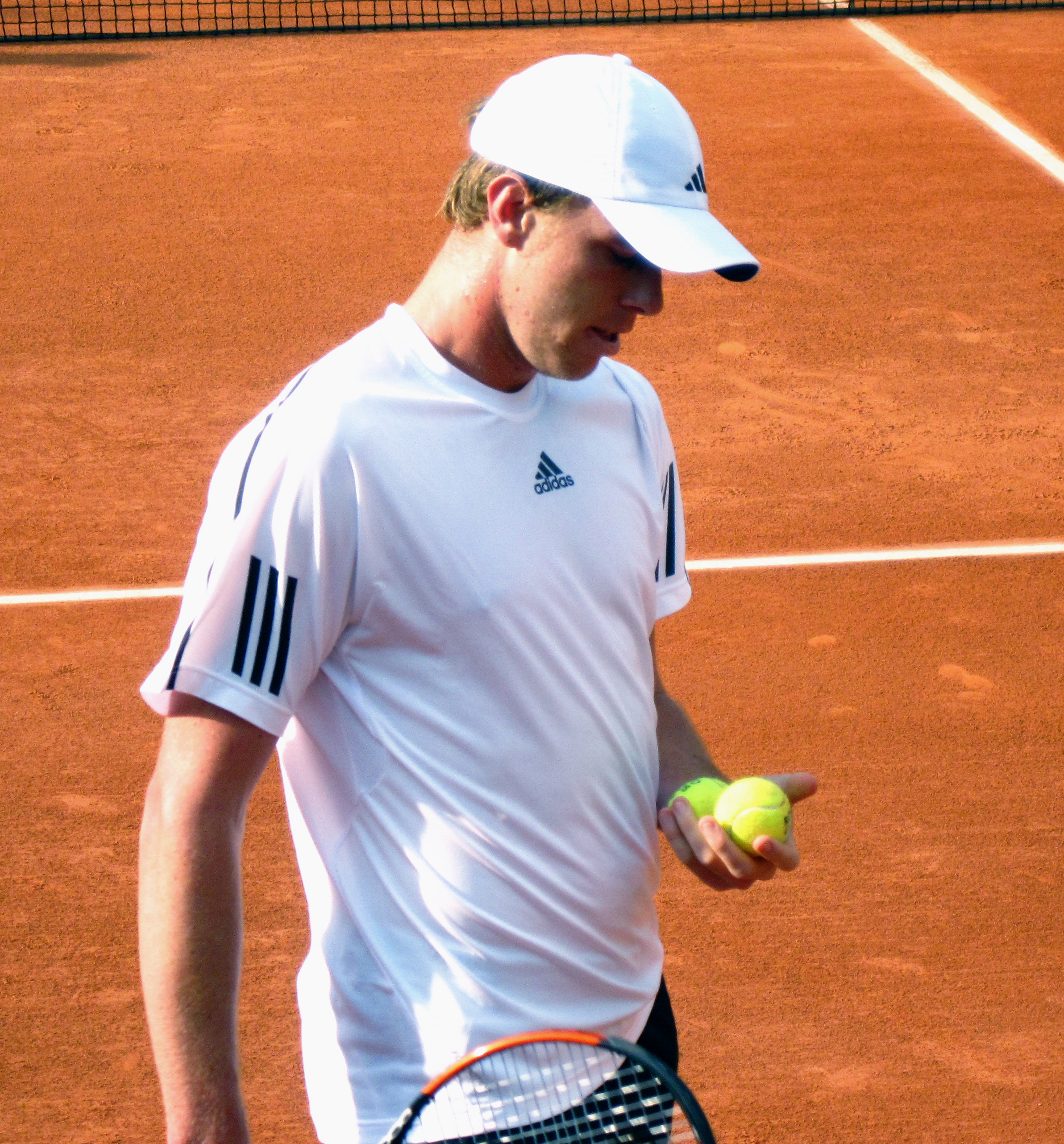
Куэрри на Ролан Гаррос 2009 года

В феврале 2008 года вышел в полуфинал турнира в Делрей-Бич. В марте завоевал свой первый титул АТР в Лас-Вегасе, обыграв в финале Кевина Андерсона 4-6, 6-3, 6-4. В апреле на турнире серии Мастерс в Монте-Карло Куэрри вышел в четвертьфинал, обыграв Карлоса Мойю Андреаса Сеппи и Ришара Гаске. В июле вышел в полуфинал на турнире в Индианаполисе. Принял участие на Олимпиаде в Пекине, где в первом же раунде проиграл россиянину Игорю Андрееву. На Открытом чемпионате США смог впервые дойти до четвёртого раунда, обыграв Томаша Бердыха, Николя Девильде и Иво Карловича. Путь в четвертьфинал ему закрыл первый в мир на тот момент Рафаэль Надаль 2-6, 7-5, 6-7(2), 3-6. В сентябре в полуфинале Кубка Дэвиса провёл свой первый матч за сборную США. Сезон он закончил на 39-м месте в рейтинге.
Успешным для Куэрри стал сезон 2009 года. В начале сезона он вышел в финал на турнире в Окленде, где уступил Хуану Мартину дель Потро 4-6, 4-6. На Открытом чемпионате Австралии он оступился на стадии первого раунда, проиграв Филиппу Кольшрайберу. В феврале вышел в четвертьфинал на турнирах в Сан-Хосе и Мемфисе. Проведя не слишком удачно грунтовую и травяную часть сезона, Куэрри в июле все же выходит в финал турнира на траве в Ньюпорте, где он проиграл 181-му на тот момент в мире Радживу Раму 7-6(3), 5-7, 3-6. Через две недели Сэм вышел в ещё один финал. На этот раз на хардовом турнире в Индианаполисе и уступил его Робби Джинепри 2-6, 4-6. Через неделю ему удается выйти в третий для себя финал подряд и на этот раз выиграть его. В борьбе за титул на турнире в Лос-Анджелесе Сэм Куэрри выиграл у Карстена Болла 6-4, 3-6, 6-1. В самом конце лета 2009 года он сыграл ещё один финал на турнире в Нью-Хейвене, который проиграл Фернандо Вердаско 4-6, 6-7(6). На своем пути он смог обыграть 8-го в мире Николая Давыденко. Благодаря этим выступлениям он стал Победителем US Open Series 2009 года. По состоянию на сентябрь 2009 года он занимал второе место в американском теннисе. Лучшая позиция в рейтинге, 22-я, достигнута 31 августа 2009 года. В октябре преждевременно завершил сезон из-за повреждённой правой руки.

### 2010—2011 (попадание в топ-20)

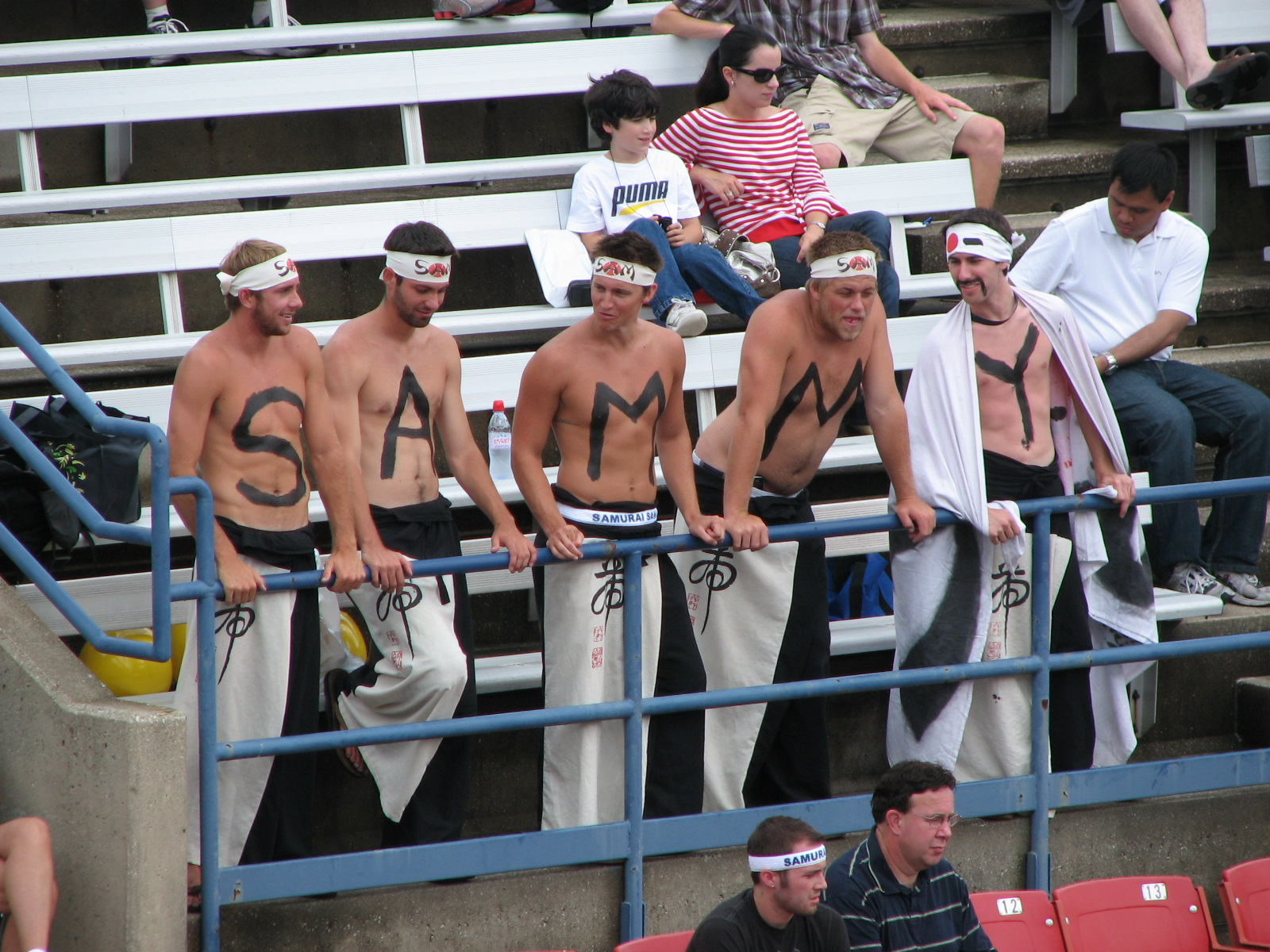
Группа болельщиков Сэма, известная как Самураи

В феврале 2010 года Куэрри завоевал свои первые два титула в парном разряде на закрытых кортах в Сан-Хосе и турнир ATP 500 в Мемфисе. На турнире в Мемфисе ему также удалось завоевать и третий в карьере титул ATP в одиночном разряде. В четвертьфинале этого турнира он победил 7-ю ракетку мира Энди Роддика 7-5, 3-6, 6-1, а в финале обыграл ещё одного американца Джона Изнера 6-7(3), 7-6(5), 6-3.
В апреле на турнире в Хьюстоне он вышел в финал, что для Куэрри стало впервые на грунтовых кортах. Финал он уступил Хуану Игнасио Чела 7-5, 4-6, 3-6. Уже в мае ему удалась и первая грунтовая победа на турнире в Белграде. В составе команды США он вышел в финал командного Кубка мира. В июне Куэрри выигрывает престижный турнир на траве в Лондоне, обыграв в финале соотечественника Марди Фиша 7-6(3), 7-5. На Уимблдонском турнире Сэм смог дойти до четвёртого раунда, что позволило Куэрри в первые войти в топ-20 в рейтинге. В самом начале августа он защитил свой прошлогодний титул на турнире в Лос-Анджелесе. Для этого Сэм переиграл в финале четвёртую ракетку мира Энди Маррея 5-7, 7-6(2), 6-3. На Открытом чемпионате США он доходит до четвёртого раунда. По итогам сезона Куэрри занял 19-е место в мировом рейтинге.
2011 год в одиночном разряде сложился для Куэрри неудачно. В турнирах АТР он не проходил дальше четвёртого круга (в Индиан-Уэлс) и четвертьфиналов в Мемфисе и Валенсии. Даже в «челленджерах» он не сумел завоевать ни одного титула. Тем не менее за сезон ему дважды удалось обыграть соперников из первой десятки рейтинга — Фернандо Вердаско в Индиан-Уэлс и Жо-Вильфрида Тсонга на турнире в Валенсии. В парных соревнованиях с Джоном Изнером он провёл весной удачную серию игр на грунтовых кортах, дойдя до финала в Хьюстоне и до полуфинала в турнире Мастерс в Мадриде (оба раза проиграв при этом лучшей паре мира — Бобу и Майку Брайанам), а затем выиграл Открытый чемпионат Италии. Летом Сэм на несколько месяцев выбыл из соревнований, сделав в течение короткого времени две операции — сначала из-за проблем с локтем, а затем из-за пупочной инфекции. Из-за этого в рейтинге он выбыл на время из первой сотни.

### 2012—2014

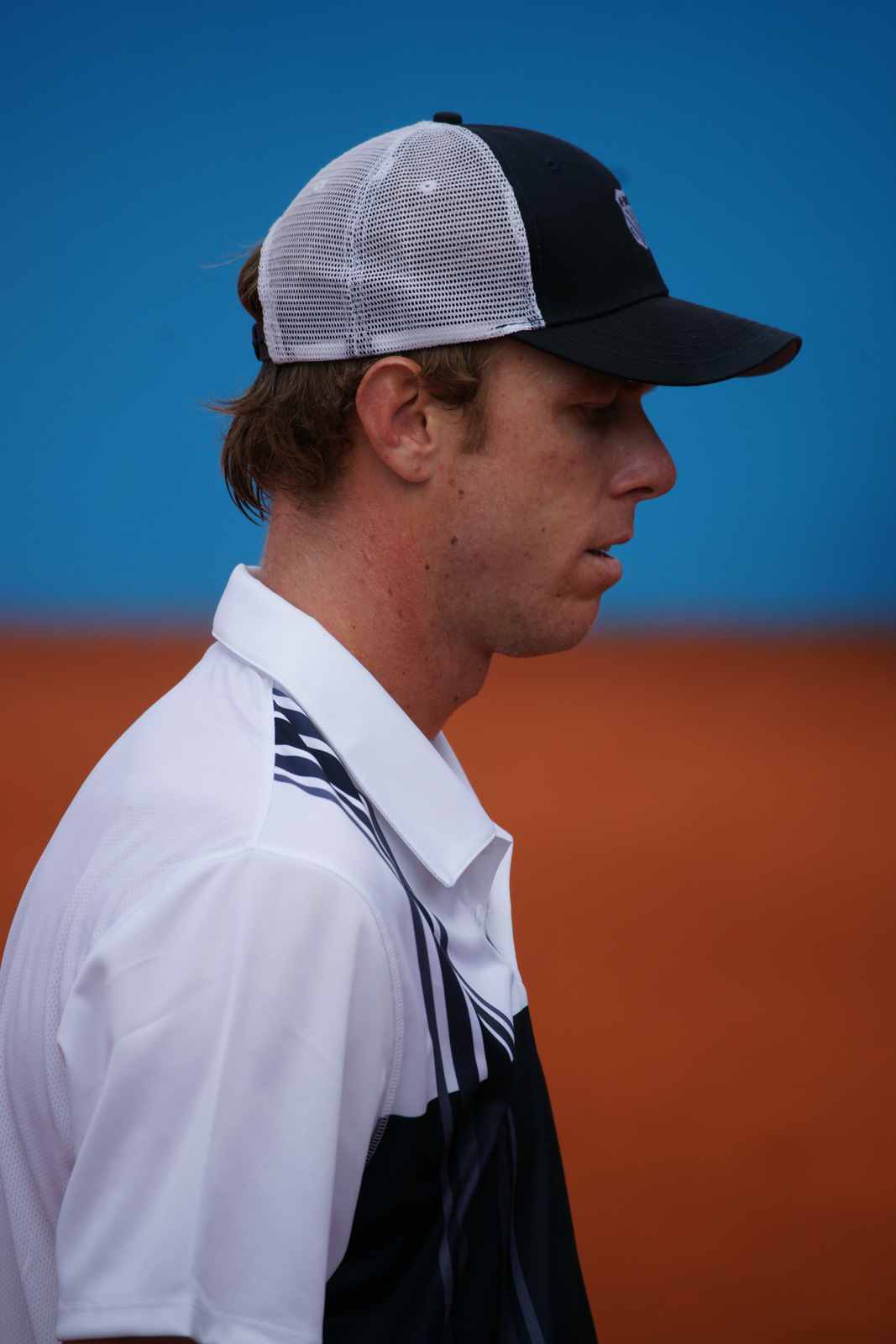
Сэм Куэрри на турнире в Ницце 2012 года

В апреле 2012 года Сэм Куэрри выигрывает «челленджер» в Сарасоте и выигрывает парный титул на турнире ATP в Хьюстоне (с Джеймсом Блейком). В июне в Лондоне впервые за сезон вышел в полуфинал на турнире ATP. В конце июля Куэрри в третий раз в карьере побеждает на турнире в Лос-Анджелесе. В финале он переиграл Рикардаса Беранкиса 6-0, 6-2. На турнирах в Вашингтоне и Уинстон-Сейлеме дошёл до полуфинала. В конце сезона на турнире серии Мастерс в Париже Куэрри во втором круге переиграл вторую ракетку мира Новака Джоковича со счётом 0-6, 7-6(5), 6-4, а потом 14-ю ракетку мира канадца Милоша Раонича — 6-3, 7-6(1). В четвертьфинале американец проигрывает местному спортсмену Микаэлю Льодра — 6-7(4), 3-6. Сезон завершил на 22-й позиции в рейтинге. За 2012 год Куэрри также дважды дошёл до финалов парных турниров (не считая титула в Хьюстоне) с двумя разными партнёрами. По пути в финал турнира Мастерс в Индиан-Уэлсе они с Джоном Изнером обыграли сразу две из сильнейших пар мира — сначала Роберта Линдстедта и Хорию Текэу, а затем Даниэля Нестора и Максима Мирного.
Сезон 2013 года начал с полуфинала в Окленде. На Открытом чемпионате Австралии дошёл до третьего раунда. В феврале себе в актив он может записать лишь один полуфинал в Сан-Хосе. На турнирах Мастерс в Индиан-Уэлсе и Майами дважды дошёл до четвёртого раунда (в Майами — обыграв Милоша Раонича, занимавшего 16-е место в рейтинге). В мае вышел в четвертьфинал грунтового турнира в Ницца, а на Открытом чемпионате Франции впервые пробился в третий круг, однако на Уимблдоне закончил выступления уже в первом круге. За первую половину года он принёс сборной США в Кубке Дэвиса три очка из четырёх возможный, выиграв обе своих встречи в победном матче первого круга с бразильцами, а затем взяв единственное очко команды США против сербов, обыграв Виктора Троицкого, но уступив Джоковичу. Во второй половине сезона Куэрри несколько раз снимался с турниров из-за травм, и его лучшим результатом был выход в полуфинал в Уинстон-Сейлеме.
В 2014 году Куэрри снова дошёл до третьего круга на Открытом чемпионате Австралии (после победы над 24-й ракеткой мира Эрнестом Гулбисом), а также на Открытом чемпионате США (победив посеянного под 28-м номером Гильермо Гарсия-Лопеса). На протяжении года он трижды играл в полуфиналах турниров АТР — в Хьюстоне, Истбурне и Уинстон-Сейлеме, — но в финал не пробился ни разу. В парном разряде Куэрри в апреле на Мастерсе в Индиан-Уэлсе с Изнером пробился в полуфинал, обыграв одну из сильнейших пар мира Иван Додиг-Марсело Мело и уступив лишь возглавляющим мировой парный рейтинг братьям Брайанам. Позже, в июле в Атланте, он вышел в девятый за карьеру финал турнира АТР (со Стивом Джонсоном). После этого Куэрри ещё дважды подряд играл в турнирах US Open Series против Брайанов, оба раза в паре с Джонсоном, одержав победу в Вашингтоне и проиграв на Мастерсе в Цинциннати, также в полуфинале. Поучаствовав в сентябре в победном матче плей-офф мировой группы против сборной Словакии, где Куэрри выиграл обе своих встречи, он затем доигрывал сезон в основном в «челленджерах», где завоевал три титула подряд.

### 2015—2017 (полуфинал на Уимблдоне и десятый одиночный титул в туре)

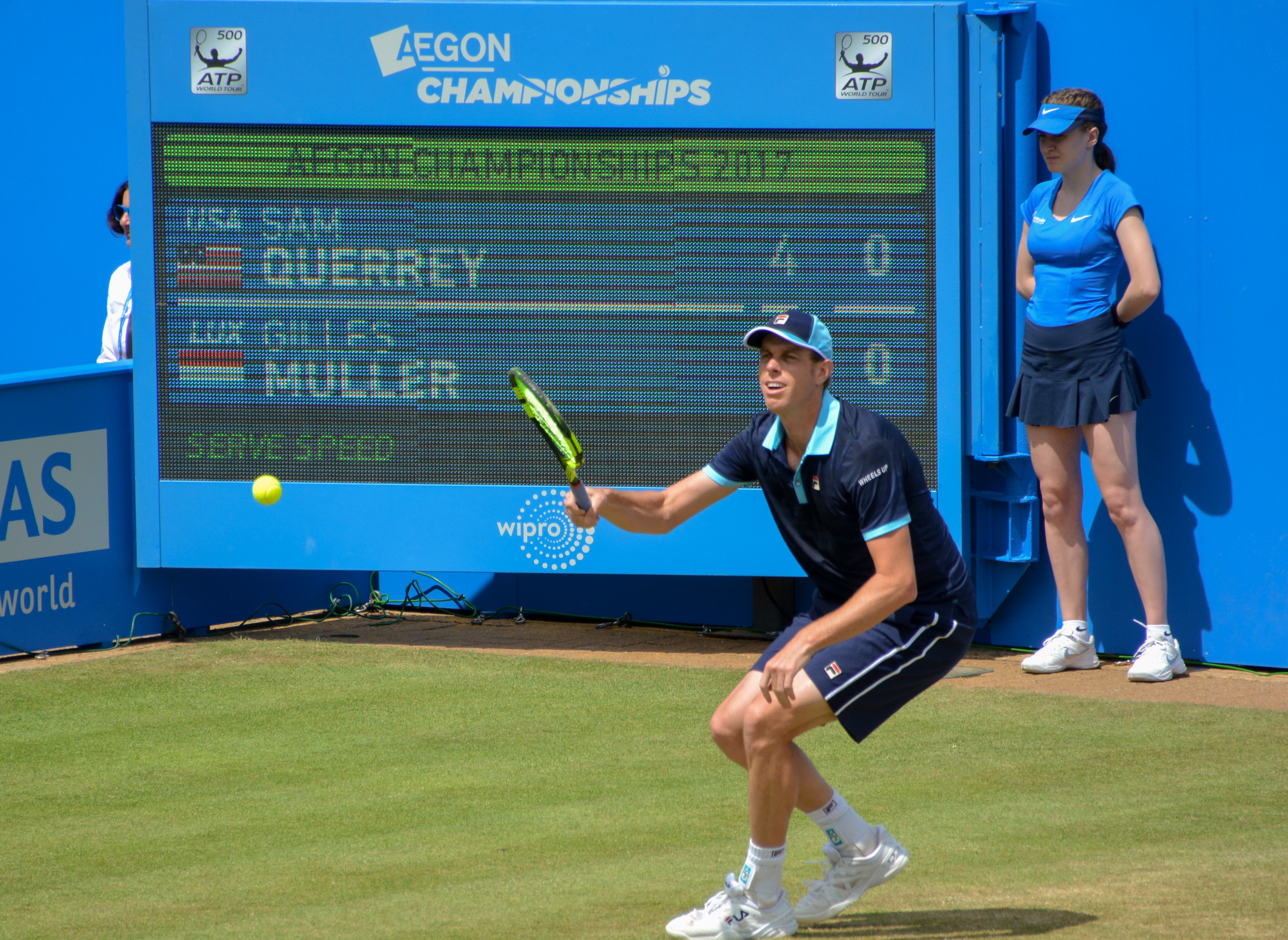
На Уимблдоне 2017 года

В 2015 году на счету Куэрри были два поражения в финалах турниров АТР в одиночном разряде, чего хватило лишь для 59-го места в рейтинге в конце сезона (один из его худших финишей за последние десять лет). В парном разряде сезон, хотя и не принёс титулов, включал выход со Стивом Джонсоном в полуфинал Открытого чемпионата США в мужских парах после победы в первом круге над сильнейшей парой мира — братьями Брайанами. В полуфинале на супертай-брейке Куэрри не реализовал матч-бол против Джейми Маррея и Джона Пирса. На этом же турнире он дошёл до финала в смешанном парном разряде с Бетани Маттек-Сандс, обыграв по ходу две сеяных пары и уступив в итоге посеянным четвёртыми Мартине Хингис и Леандеру Паесу. Вскоре после Открытого чемпионата США Куэрри и Джонсон также сыграли парную встречу за сборную США в Кубке Дэвиса, принеся ей важное очко в итоговой победе над узбекской командой в плей-офф Мировой группы.
В феврале 2016 года в Делрей-Биче Куэрри завоевал свой восьмой титул в одиночном разряде на турнирах основного тура АТР. Через неделю на Открытом чемпионате Мексики (турнире АТР 500) он дошёл до полуфинала после победы над шестой ракеткой мира Кэем Нисикори. Начав Уимблдонский турнир на 41-м месте в рейтинге, в третьем туре Куэрри сенсационно обыграл в четырёх сетах лидера мирового рейтинга — Новака Джоковича — и после победы над Николя Маю впервые в карьере вышел в четвертьфинал турнира Большого шлема в одиночном разряде. Хотя в оставшиеся месяцы сезона Куэрри уже не показывал сильных результатов, он закончил год на 31-м месте в рейтинге, заработав более миллиона долларов.
2017 год стал для Куэрри успешным. Он по два раза играл в финалах турниров АТР в одиночном разряде (оба раза победив) и в парах (оба раза проиграв). Уже в начале грунтового сезона американец завоевал титул на Открытом чемпионате Мексики, победив поочерёдно четырёх соперников из топ-20 мирового рейтинга — Давида Гоффена, Доминика Тима, Ника Кирьоса и Рафаэля Надаля. В четвертьфинале Уимблдонского турнира Куэрри нанёс поражение действующему чемпиону и первой ракетке мира Энди Маррею и стал первым с 2009 года американцем в полуфинале одиночного турнира Большого шлема. Второй титул за сезон он завоевал также в Мексике — в Лос-Кабосе, а позже на Открытом чемпионате США пробился в четвертьфинал, став первым американским четвертьфиналистом этого турнира с 2011 года. Поднявшись в рейтинге до 13-го места, Куэрри рассматривался как реальный претендент на участие в финальном турнире года, куда допускаются восемь лучших теннисистов мира, но на последнем предшествующем финалу турнире, в Париже, потерпел поражение в самом начале и в восьмёрку сильнейших не попал. Хотя его результаты в парном разряде были скромней, они включали победы над такими ведущими парами как Джейми Маррей-Бруно Соарес на Открытом чемпионате Австралии, Хенри Континен-Джон Пирс на турнире Мастерс в Индиан-Уэлс, где Куэрри и Жиль Мюллер дошли до полуфинала, и Майк и Боб Брайаны на турнире АТР 500 в Вене, где Куэрри и Марсело Демолинер стали финалистами.

### 2018—2022 (завершение карьеры)

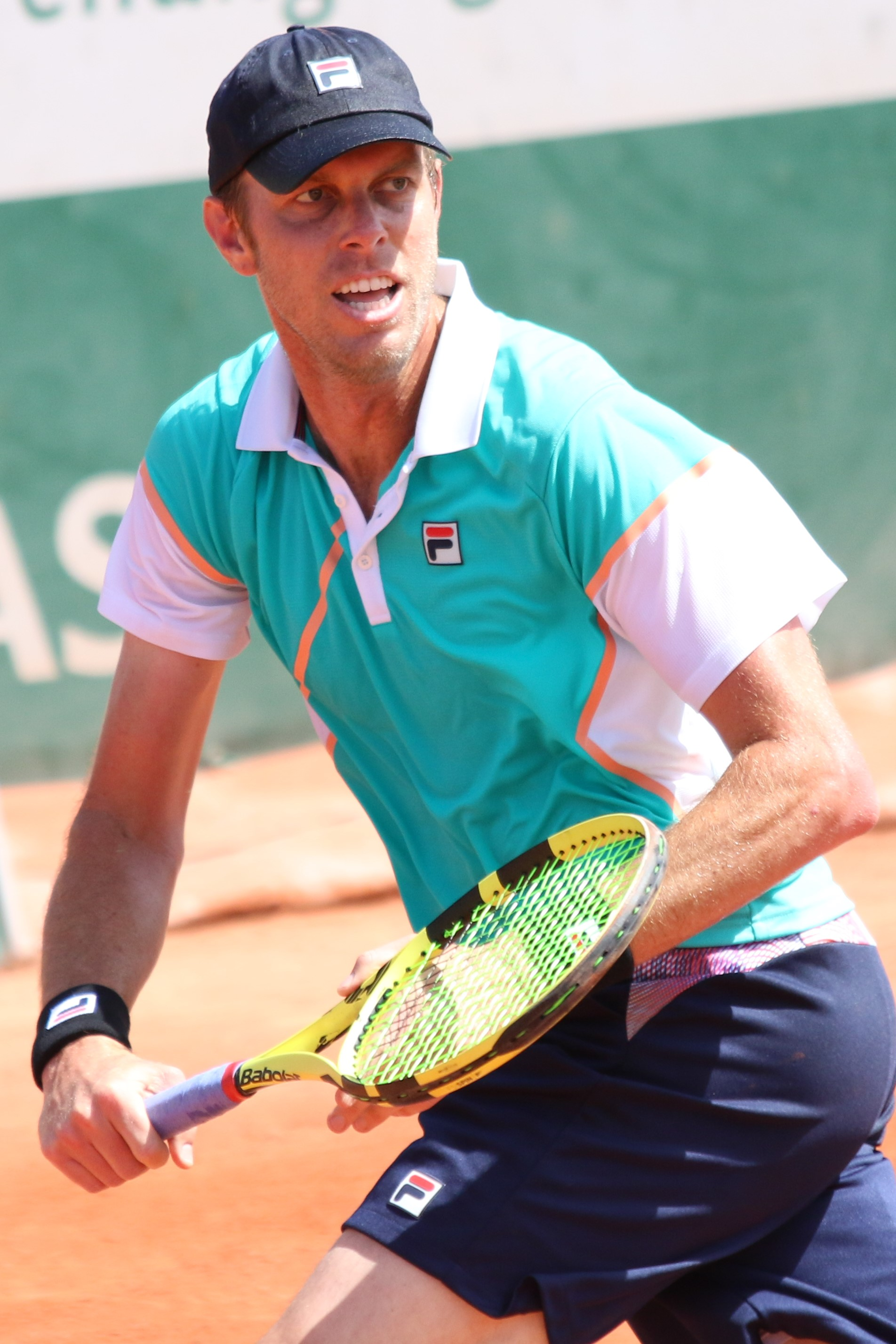
На Ролан Гаррос 2022 года

В феврале 2018 года после выхода в финал турнира базовой категории в Нью-Йорке (где он проиграл на тай-брейке решающего сета Андерсону) Куэрри достиг новой планки в рейтинге, поднявшись на 11-е место. Остаток сезона в личном зачёте для него сложился менее удачно, и к сентябрю американец, которому ни в одном турнире не удавалось выйти хотя бы в полуфинал, выбыл за пределы топ-50 рейтинга, не сумев защитить набранные в прошлом году на Уимблдоне и Открытом чемпионате США очки. В парном разряде на его счету были два полуфинала, в том числе на турнире Мастерс в Майами, где уже в первом круге они со Стивом Джонсоном вывели из борьбы первую пару мира Лукаш Кубот и Марсело Мело. Серьёзных успехов добился Куэрри в Кубке Дэвиса, где в трёх матчах принёс команде США три очка, в том числе сравняв счёт в последний день гостевой полуфинальной встречи с хорватами благодаря победе над Марином Чиличем. В финал американцы, однако, не пробились, поскольку Фрэнсис Тиафо уступил в решающей игре Борне Чоричу.
На Открытом Чемпионате Австралии 2019 года Куэрри в одиночном разряде проиграл в первом круге Пьеру-Югу Эрберу, но в паре с Райаном Харрисоном добрался до второго за карьеру полуфинала турнира Большого шлема, где американцы уступили будущим чемпионам — Эрберу и Николя Маю. В феврале 2019 года дошёл до полуфинала турнира ATP в Нью-Йорке (США), где проиграл канадцу Брейдену Шнуру; этот полуфинал стал первым для американца за целый сезон — в предыдущий раз он поднялся до этого этапа также в Нью-Йорке. В апреле 2019 дошёл до полуфинала грунтового турнира в Хьюстоне (США), но проиграл будущему победителю турнира чилийцу Кристиану Гарину в двух сетах (после этого пропустив 11 недель из-за травмы брюшных мышц). В июне в турнире ATP в Истборне занимающий 79-е место в рейтинге Куэрри вышел в первый за полтора года финал, обыграв трёх соперников из топ-50, а на следующей неделе на Уимблдоне вывел из борьбы четвёртую ракетку мира Доминика Тима, в четвертьфинале уступив Надалю. На Открытом чемпионате США, занимая в рейтинге 46-е место, проиграл в первом раунде 56-й ракетке мира Хуану Игнасио Лондеро в четырёх сетах. Помимо Тима, Куэрри ещё раз обыграл соперника из первой десятки рейтинга (Роберто Баутисту Агута) на Открытом чемпионате Китая. Это была его 22-я победа над соперником из топ-10 — третий за историю результат среди теннисистов, которые сами никогда не входили в первую десятку.
На Открытом чемпионате Австралии 2020 года Куэрри дошёл до третьего круга после победы над 25-й ракеткой турнира Борной Чоричем. После этого, однако, он до конца укороченного из-за пандемии сезона не выиграл ни одного матча, проиграв в первом круге в 5 турнирах. Серия поражений включала матч Открытого чемпионата Франции, в котором американец вёл 2:0 по сетам и 5:2 в третьем сете против Андрея Рублёва. В октябре намеревался принять участие в турнире в Санкт-Петербурге, но накануне соревнования получил положительный результат при тестировании на COVID-19 и вынужден был срочно покинуть Россию.
Начало и весенний сезон 2021 года сложились для американца неудачно: он проиграл в первом круге Открытых чемпионатов Австралии и Франции, а в турнирах менее высокого ранга не проходил дальше второго раунда. Травяной сезон принёс более высокие результаты: в июне в Штутгарте Куэрри дошёл до полуфинала, проиграв 21-й ракетке мира Феликсу Оже-Альяссиму, а затем на Мальорке обыграл занимающего в рейтинге ATP 10-е место Баутисту Агута и вышел в финал, где уступил второй ракетке мира Даниилу Медведеву. Затем, однако, неудачи возобновились: на Уимблдоне Куэрри выбыл из борьбы во втором круге и больше до конца года не выиграл ни одной встречи, в том числе и на Открытом чемпионате США. В то же время в парном разряде с Стивом Джонсоном пробился на Открытом чемпионате США в полуфинал, повторив личное достижение 2015 года. По пути в полуфинал американцы, принявшие участие в турнире благодаря уайлд-карду, победили 15-ю и 6-ю сеяные пары прежде чем уступили четвёртой паре турнира и будущим победителям Радживу Раму и Джо Солсбери. Куэрри окончил год за пределами первой сотни в рейтинге ATP в одиночном разряде и на 79-м месте в парном.
2022 год стал последним в карьере Куэрри. Последний матч он провёл на Открытом чемпионате США, проиграв в первом раунде в четырёх сетах Илье Ивашко.

## Рейтинг на конец года
| Год  | Одиночный рейтинг | Парный рейтинг |
| 2022 | 329               | 327            |
| 2021 | 108               | 79             |
| 2020 | 53                | 179            |
| 2019 | 44                | 79             |
| 2018 | 51                | 72             |
| 2017 | 13                | 57             |
| 2016 | 31                | 97             |
| 2015 | 59                | 38             |
| 2014 | 35                | 64             |
| 2013 | 46                | 220            |
| 2012 | 22                | 45             |
| 2011 | 93                | 38             |
| 2010 | 18                | 30             |
| 2009 | 25                | 152            |
| 2008 | 39                | 205            |
| 2007 | 63                | 109            |
| 2006 | 127               | 828            |
| 2005 | 756               | 1422           |
| 2003 | 1405              |                |

## Выступления на турнирах

### Финалы турниров ATP в одиночном разряде (20)

#### Победы (10)
| Титулы (до/после 2009)                 |
| -------------------------------------- |
| Турниры Большого шлема (0)             |
| Итоговый турнир ATP (0)                |
| ATP Мастерс / ATP Мастерс 1000 (0+1)*  |
| АТР International Gold / АТР 500 (2+1) |
| АТР International / АТР 250 (8+3)      |

| Титулы по покрытиям | Титулы по месту проведения матчей турнира |
| ------------------- | ----------------------------------------- |
| Хард (8+2)*         | Зал (1+2)                                 |
| Грунт (1+3)         | Зал (1+2)                                 |
| Трава (1)           | Открытый воздух (9+3)                     |
| Ковёр (0)           | Открытый воздух (9+3)                     |

* количество побед в одиночном разряде + количество побед в парном разряде.
| №   | Дата            | Турнир                  | Покрытие   | Соперник в финале | Счёт              |
| 1.  | 9 марта 2008    | Лас-Вегас, США          | Хард       | Кевин Андерсон    | 4-6 6-3 6-4       |
| 2.  | 2 августа 2009  | Лос-Анджелес, США       | Хард       | Карстен Болл      | 6-4 3-6 6-1       |
| 3.  | 21 февраля 2010 | Мемфис, США             | Хард (зал) | Джон Изнер        | 6-7(3) 7-6(5) 6-3 |
| 4.  | 9 мая 2010      | Белград, Сербия         | Грунт      | Джон Изнер        | 3-6 7-6(4) 6-4    |
| 5.  | 13 июня 2010    | Лондон, Великобритания  | Трава      | Марди Фиш         | 7-6(3) 7-5        |
| 6.  | 1 августа 2010  | Лос-Анджелес, США (2)   | Хард       | Энди Маррей       | 5-7 7-6(2) 6-3    |
| 7.  | 29 июля 2012    | Лос-Анджелес, США (3)   | Хард       | Ричардас Беранкис | 6-0 6-2           |
| 8.  | 21 февраля 2016 | Делрей-Бич, США         | Хард       | Раджив Рам        | 6-4 7-6(6)        |
| 9.  | 4 марта 2017    | Акапулько, Мексика      | Хард       | Рафаэль Надаль    | 6-3 7-6(3)        |
| 10. | 5 августа 2017  | Кабо-Сан-Лукас, Мексика | Хард       | Танаси Коккинакис | 6-3 3-6 6-2       |

#### Поражения (10)
| №   | Дата            | Турнир                    | Покрытие   | Соперник в финале      | Счёт           |
| 1.  | 17 января 2009  | Окленд, Новая Зеландия    | Хард       | Хуан Мартин дель Потро | 4-6 4-6        |
| 2.  | 12 июля 2009    | Ньюпорт, США              | Трава      | Раджив Рам             | 7-6(3) 5-7 3-6 |
| 3.  | 26 июля 2009    | Индианаполис, США         | Хард       | Робби Джинепри         | 2-6 4-6        |
| 4.  | 29 августа 2009 | Нью-Хэйвен, США           | Хард       | Фернандо Вердаско      | 4-6 6-7(6)     |
| 5.  | 11 апреля 2010  | Хьюстон, США              | Грунт      | Хуан Игнасио Чела      | 7-5 4-6 3-6    |
| 6.  | 12 апреля 2015  | Хьюстон, США (2)          | Грунт      | Джек Сок               | 6-7(9) 6-7(2)  |
| 7.  | 25 июня 2015    | Ноттингем, Великобритания | Трава      | Денис Истомин          | 6-7(1) 6-7(6)  |
| 8.  | 18 февраля 2018 | Нью-Йорк, США             | Хард (зал) | Кевин Андерсон         | 6-4 3-6 6-7(1) |
| 9.  | 29 июня 2019    | Истборн, Великобритания   | Трава      | Тейлор Фриц            | 3-6 4-6        |
| 10. | 26 июня 2021    | Санта-Понса, Испания      | Трава      | Даниил Медведев        | 4-6 2-6        |

### Финалы челленджеров и фьючерсов в одиночном разряде (10)

#### Победы (7)
| Условные обозначения |
| Челленджеры (7)*     |
| Фьючерсы (0)         |

| Титулы по покрытиям | Титулы по месту проведения матчей турнира |
| ------------------- | ----------------------------------------- |
| Хард (6)*           | Зал (0)                                   |
| Грунт (1)           | Зал (0)                                   |
| Трава (0)           | Открытый воздух (7)                       |
| Ковёр (0)           | Открытый воздух (7)                       |

* количество побед в одиночном разряде.
| №  | Дата             | Турнир          | Покрытие | Соперник в финале | Счёт           |
| 1. | 11 января 2006   | Юба-Сити, США   | Хард     | Сэм Варбург       | 7-6(6) 6-1     |
| 2. | 9 июля 2006      | Уиннетка, США   | Хард     | Андреа Стоппини   | 6-2 6-3        |
| 3. | 24 сентября 2006 | Лаббок, США     | Хард     | Ноам Окун         | 6-1 6-4        |
| 4. | 22 апреля 2012   | Сарасота, США   | Грунт    | Паоло Лоренци     | 6-1 6-7(3) 6-3 |
| 5. | 28 сентября 2014 | Напа, США       | Хард     | Тим Смычек        | 6-3 6-1        |
| 6. | 5 октября 2014   | Сакраменто, США | Хард     | Стефан Козлов     | 6-3 6-4        |
| 7. | 12 октября 2014  | Тибурон, США    | Хард     | Джон Миллман      | 6-4 6-2        |

#### Поражения (3)
| №  | Дата            | Турнир           | Покрытие | Соперник в финале | Счёт           |
| 1. | 20 ноября 2005  | Гонолулу, США    | Хард     | Уэйн Одесник      | 4-6 3-6        |
| 2. | 5 августа 2007  | Ванкувер, Канада | Хард     | Фредерик Нимейер  | 6-4 4-6 3-6    |
| 3. | 16 октября 2011 | Тибурон, США     | Хард     | Иво Карлович      | 7-6(2) 1-6 4-6 |

### Финалы турниров ATP в парном разряде (13)

#### Победы (5)
| №  | Дата            | Турнир            | Покрытие   | Партнёр      | Соперники в финале              | Счёт        |
| 1. | 14 февраля 2010 | Сан-Хосе, США     | Хард (зал) | Марди Фиш    | Беньямин Беккер Леонардо Майер  | 7-6(3) 7-5  |
| 2. | 21 февраля 2010 | Мемфис, США       | Хард (зал) | Джон Изнер   | Джордан Керр Росс Хатчинс       | 6-4 6-4     |
| 3. | 15 мая 2011     | Рим, Италия       | Грунт      | Джон Изнер   | Энди Роддик Марди Фиш           | Без игры    |
| 4. | 14 апреля 2012  | Хьюстон, США      | Грунт      | Джеймс Блейк | Доминик Инглот Трет Конрад Хьюи | 7-6(14) 6-4 |
| 5. | 21 мая 2016     | Женева, Швейцария | Грунт      | Стив Джонсон | Равен Класен Раджив Рам         | 6-4 6-1     |

#### Поражения (8)
| №  | Дата            | Турнир             | Покрытие   | Партнёр           | Соперники в финале                   | Счёт                 |
| 1. | 2 мая 2010      | Рим, Италия        | Грунт      | Джон Изнер        | Боб Брайан Майк Брайан               | 2-6 3-6              |
| 2. | 9 апреля 2011   | Хьюстон, США       | Грунт      | Джон Изнер        | Боб Брайан Майк Брайан               | 7-6(4) 2-6 [5-10]    |
| 3. | 18 марта 2012   | Индиан-Уэлс, США   | Хард       | Джон Изнер        | Марк Лопес Рафаэль Надаль            | 2-6 6-7(3)           |
| 4. | 5 августа 2012  | Вашингтон, США     | Хард       | Кевин Андерсон    | Доминик Инглот Трет Конрад Хьюи      | 6-7(5) 7-6(9) [5-10] |
| 5. | 27 июля 2014    | Атланта, США       | Хард       | Стив Джонсон      | Вашек Поспишил Джек Сок              | 3-6 7-5 [5-10]       |
| 6. | 14 февраля 2016 | Мемфис, США        | Хард (зал) | Стив Джонсон      | Сантьяго Гонсалес Мариуш Фирстенберг | 4-6 4-6              |
| 7. | 8 января 2017   | Брисбен, Австралия | Хард       | Жиль Мюллер       | Танаси Коккинакис Джордан Томпсон    | 6-7(7) 4-6           |
| 8. | 29 октября 2017 | Вена, Австрия      | Хард (зал) | Марсело Демолинер | Рохан Бопанна Пабло Куэвас           | 6-7(7) 7-6(4) [9-11] |

### Финалы челленджеров и фьючерсов в парном разряде (2)

#### Поражения (2)
| №  | Дата             | Турнир       | Покрытие | Партнёр         | Соперники в финале           | Счёт           |
| 1. | 18 сентября 2011 | Талса, США   | Хард     | Крис Уэттенджел | Дэвид Мартин Бобби Рейнольдс | 4-6 2-6        |
| 2. | 16 октября 2011  | Тибурон, США | Хард     | Стив Джонсон    | Карстен Болл Крис Гуччоне    | 1-6 7-5 [6-10] |

### Финалы турниров Большого шлема в смешанном парном разряде (1)

#### Поражения (1)
| №  | Дата | Турнир                 | Покрытие | Партнёрша           | Соперники в финале          | Счёт           |
| 1. | 2015 | Открытый чемпионат США | Хард     | Бетани Маттек-Сандс | Леандер Паес Мартина Хингис | 4-6 6-3 [7-10] |

### Финалы командных турниров (1)

#### Поражения (1)
| №  | Год  | Турнир               | Команда                                            | Соперник в финале                            | Счёт |
| 1. | 2010 | Командный Кубок мира | США · Б. Брайан, М. Брайан, Р. Джинепри, С. Куэрри | Аргентина · Х. Монако, Э. Шванк, О. Себальос | 1-2  |

## История выступлений на турнирах
| Турнир                       | 2005          | 2006          | 2007          | 2008          | 2009          | 2010          | 2011          | 2012  | 2013          | 2014          | 2015          | 2016  | 2017          | 2018          | 2019          | 2020          | 2021          | 2022          | Итог   | В/П за карьеру |
| ---------------------------- | ------------- | ------------- | ------------- | ------------- | ------------- | ------------- | ------------- | ----- | ------------- | ------------- | ------------- | ----- | ------------- | ------------- | ------------- | ------------- | ------------- | ------------- | ------ | -------------- |
| Турниры Большого шлема       |               |               |               |               |               |               |               |       |               |               |               |       |               |               |               |               |               |               |        |                |
| Открытый чемпионат Австралии | -             | -             | 3Р            | 3Р            | 1Р            | 1Р            | 1Р            | 2Р    | 3Р            | 3Р            | 1Р            | 1Р    | 3Р            | 2Р            | 1Р            | 3Р            | 1Р            | 1Р            | 0 / 16 | 14-16          |
| Открытый чемпионат Франции   | -             | -             | 1Р            | 1Р            | 1Р            | 1Р            | 2Р            | 1Р    | 3Р            | 2Р            | 1Р            | 1Р    | 1Р            | 2Р            | -             | 1Р            | 1Р            | К             | 0 / 14 | 5-14           |
| Уимблдонский турнир          | -             | -             | 1Р            | 1Р            | 2Р            | 4Р            | -             | 3Р    | 1Р            | 2Р            | 2Р            | 1/4   | 1/2           | 3Р            | 1/4           | НП            | 2Р            | 1Р            | 0 / 14 | 24-14          |
| Открытый чемпионат США       | К             | 2Р            | 1Р            | 4Р            | 3Р            | 4Р            | -             | 3Р    | 2Р            | 3Р            | 1Р            | 1Р    | 1/4           | 1Р            | 1Р            | 1Р            | 1Р            | 1Р            | 0 / 16 | 18-16          |
| Итог                         | 0 / 0         | 0 / 1         | 0 / 4         | 0 / 4         | 0 / 4         | 0 / 4         | 0 / 2         | 0 / 4 | 0 / 4         | 0 / 4         | 0 / 4         | 0 / 4 | 0 / 4         | 0 / 4         | 0 / 3         | 0 / 3         | 0 / 4         | 0 / 3         | 0 / 60 |                |
| В/П в сезоне                 | 0-0           | 1-1           | 2-4           | 5-4           | 3-4           | 6-4           | 1-2           | 5-4   | 5-4           | 6-4           | 1-4           | 4-4   | 11-4          | 4-4           | 4-3           | 2-3           | 1-4           | 0-3           |        | 61-60          |
| Олимпийские игры             |               |               |               |               |               |               |               |       |               |               |               |       |               |               |               |               |               |               |        |                |
| Летняя олимпиада             | Не проводился | Не проводился | Не проводился | 1Р            | Не проводился | Не проводился | Не проводился | -     | Не проводился | Не проводился | Не проводился | -     | Не проводился | Не проводился | Не проводился | Не проводился | -             | НП            | 0 / 1  | 0-1            |
| Турниры серии Мастерс        |               |               |               |               |               |               |               |       |               |               |               |       |               |               |               |               |               |               |        |                |
| Индиан-Уэлс                  | -             | 2Р            | 2Р            | 2Р            | 3Р            | 3Р            | 4Р            | 2Р    | 4Р            | 2Р            | 1Р            | 3Р    | 2Р            | 1/4           | 2Р            | НП            | 1Р            | 2Р            | 0 / 16 | 18-16          |
| Майами                       | -             | 1Р            | 2Р            | 2Р            | 2Р            | 2Р            | 3Р            | 2Р    | 4Р            | 2Р            | 2Р            | 2Р    | 3Р            | 3Р            | 1Р            | НП            | 1Р            | К             | 0 / 15 | 10-15          |
| Монте-Карло                  | -             | -             | -             | 1/4           | -             | -             | -             | -     | -             | -             | -             | -     | -             | -             | -             | НП            | -             | -             | 0 / 1  | 3-1            |
| Мадрид                       | -             | -             | -             | -             | 2Р            | 1Р            | 1Р            | -     | 1Р            | -             | 2Р            | 3Р    | -             | -             | -             | НП            | -             | -             | 0 / 6  | 4-6            |
| Рим                          | -             | -             | -             | -             | 1Р            | 1Р            | 2Р            | 2Р    | 1Р            | K             | 1Р            | 1Р    | 3Р            | 1Р            | -             | 1Р            | -             | -             | 0 / 10 | 4-10           |
| Монреаль/Торонто             | -             | -             | -             | 1Р            | 1Р            | 2Р            | -             | 3Р    | -             | -             | 2Р            | 2Р    | 3Р            | 2Р            | -             | НП            | -             | -             | 0 / 8  | 8-8            |
| Цинциннати                   | -             | 1Р            | 1/4           | 2Р            | 3Р            | 2Р            | -             | 2Р    | 1Р            | 2Р            | 2Р            | 1Р    | 2Р            | 2Р            | 2Р            | 1Р            | -             | -             | 0 / 14 | 13-14          |
| Шанхай                       | Не проводился | Не проводился | Не проводился | Не проводился | -             | 2Р            | -             | 3Р    | 1Р            | -             | 1Р            | 1Р    | 3Р            | 3Р            | 1Р            | Не проводился | Не проводился | Не проводился | 0 / 8  | 7-8            |
| Париж                        | -             | -             | 1Р            | 2Р            | -             | 1Р            | K             | 1/4   | -             | 2Р            | -             | -     | 1Р            | K             | 1Р            | -             | -             | -             | 0 / 7  | 5-7            |
| Статистика за карьеру        |               |               |               |               |               |               |               |       |               |               |               |       |               |               |               |               |               |               |        |                |
| Проведено финалов            | 0             | 0             | 0             | 1             | 5             | 5             | 0             | 1     | 0             | 0             | 2             | 1     | 2             | 1             | 1             | 0             | 1             | 0             |        | 20             |
| Выиграно турниров АТП        | 0             | 0             | 0             | 1             | 1             | 4             | 0             | 1     | 0             | 0             | 0             | 1     | 2             | 0             | 0             | 0             | 0             | 0             |        | 10             |
| В/П: всего                   | 0-0           | 6-11          | 19-22         | 28-26         | 41-23         | 39-24         | 12-15         | 37-25 | 27-22         | 28-21         | 20-24         | 28-23 | 36-21         | 24-22         | 24-17         | 3-6           | 9-16          | 4-10          |        | 385-330        |
| Σ % побед                    | 0 %           | 35 %          | 46 %          | 52 %          | 64 %          | 62 %          | 32 %          | 60 %  | 55 %          | 57 %          | 45 %          | 55 %  | 63 %          | 52 %          | 59 %          | 33 %          | 36 %          | 29 %          |        | 54 %           |

К — проигрыш в квалификационном турнире.